# Leila Abašidzeová
Leila Abašidzeová (gruzínsky: ლეილა აბაშიძე; 1. srpna 1929 Tbilisi – 8. dubna 2018 Tbilisi) byla gruzínská a sovětská herečka. Často byla nazývána "sovětská Mary Pickfordová".
Poprvé se na filmovém plátně objevila jako dítě, v roce 1941 ve filmu Kajana. V roce 1951 absolvovala na Divadelní a filmové gruzínské státní univerzitě Šoty Rustaveliho v Tbilisi. V roce 1954 ji v celém Sovětském svazu proslavila romantická komedie Vážka. Pak byla dlouho zařazena jako komička, ale ze škatulky se vymanila díky historickému dramatu Maia Ckneteli z roku 1959. Jeden ze svých největších komerčních úspěchů zaznamenala s dramatem Setkání s minulostí (1966), za svůj výkon v tomto snímku byla v roce 1968 oceněna i na Leningradském filmovém festivalu. Její popularitu posílila i oblíbená romantická komedie Setkání v horách (1966). Napsala též scénář ke dvěma filmům a jeden z nich - Tbilisi, Parizi, Tbilisi - i režírovala. Napsala také několik knih.
Byla jmenována národní umělkyní Gruzie. Na Rustaveliho třídě v Tbilisi má hvězdu na chodníku slávy.